# Nazionale maschile di rugby a 7 della Tunisia
La nazionale di rugby a 7 della Tunisia è la selezione che rappresenta la Tunisia a livello internazionale nel rugby a 7.
La Tunisia non partecipa regolarmente a tutti i tornei delle World Rugby Sevens Series, ma vanta tre presenze in Coppa del Mondo raggiungendo come miglior risultato i quarti di finale del Plate (nel 2005 e nel 2009).

## Partecipazioni ai principali tornei internazionali
- 1993: n.p.
- 1997: n.p.
- 2001: n.p.
- 2005: quarti di finale Plate
- 2009: quarti di finale Plate
- 2013: quarti di finale Bowl
- 2018: n.p.